# Igualda
Igualda is een kevergeslacht uit de familie van de boktorren (Cerambycidae). De wetenschappelijke naam van het geslacht werd voor het eerst geldig gepubliceerd in 1868 door Thomson.

## Soorten
Igualda is monotypisch en omvat slechts de volgende soort:
- Igualda posticalis Thomson, 1868